# Антон Попов (журналист)
Вижте пояснителната страница за други личности с името Антон Попов.
Антон Николов Попов (Андон Попов, Дончо Попов) е български журналист и поет, македонист, участник в комунистическото движение преди и по време на Втората световна война, сътрудник на Централната военна комисия на БРП (к).

## Биография
Антон Попов е роден на 25 октомври 1915 година в махалата Гега на село Игуменец, Петричко. Баща му е учителят Никола Попов, активен член на БРСДП (т.с.), обесен от ВМРО на 22 октомври 1923, а дядо му е Костадин Попов Попстоянов – войвода на ВМОК.
Антон Попов учи в Петричката непълна гимназия. След завършването ѝ продължава в Самоковското педагогическо училище, от което е изключен като активен член на РМС. Успява да завърши в 1933 година Неврокопското педагогическо училище с квалификация на начален учител. Работи като начален учител в Гега (1933 – 1934 и 1936 – 1937) и Скрът (1935 – 1936). В 1934 година става член на БКП.
От 1937 година става студент в Свободния университет в София (сега УНСС). За да се издържа, работи в столичната градска бибилиотека (1938) и като чиновник във финансовото отделение на Софийската община. Сътрудничи на периодичния печат с журналистически материали, репортажи, интервюта, очерци, пътеписи и стихотворения. Оставя скромно литературно наследство. Сред по-известите му творби са очерците „Песен за Струма“, „След бурята“, „Мрачни дни“, поемата „Слушай, фронт“ и др. Пише под псевдонима А. Струмски. Сближава се с писатели-комунисти и заедно с Михаил Сматракалев (Ангел Жаров) участва под ръководството на БКП в Македонския литературен кръжок в София, където започва близкото му приятелство с Никола Вапцаров. През 1941 г. е мобилизиран в Беломорието и се свързва с гръцки комунисти.
Участва във въоръженото комунистическо движение по време на Втората световна война. Сътрудник на Централната военна комисия на БРП (к) от октомври 1941 г. за развива нелегална противодържавна, подривна, саботажна и пропагандна дейност, в която негови помощници са майка му и сестра му Роза. Арестуван е на 25 април 1942 г. и съден по Закона за защита на държавата в Процеса срещу ЦК на БРП (к) (Дело № 585 от 1942 г. на Софийския военнополеви съд). На 23 юли 1942 е осъден на смърт. Същия ден се венчава с годеницата си Росица Манолова (по-късно Босева), но въпреки това е разстрелян в Гарнизонното стрелбище на София, заедно с Антон Иванов, Никола Вапцаров, Атанас Романов, Георги Минчев и Петър Богданов.
Петричкият партизански отряд е наименуван „Антон Попов“. Родната му къща в село Гега е музей.